# Uber Eats

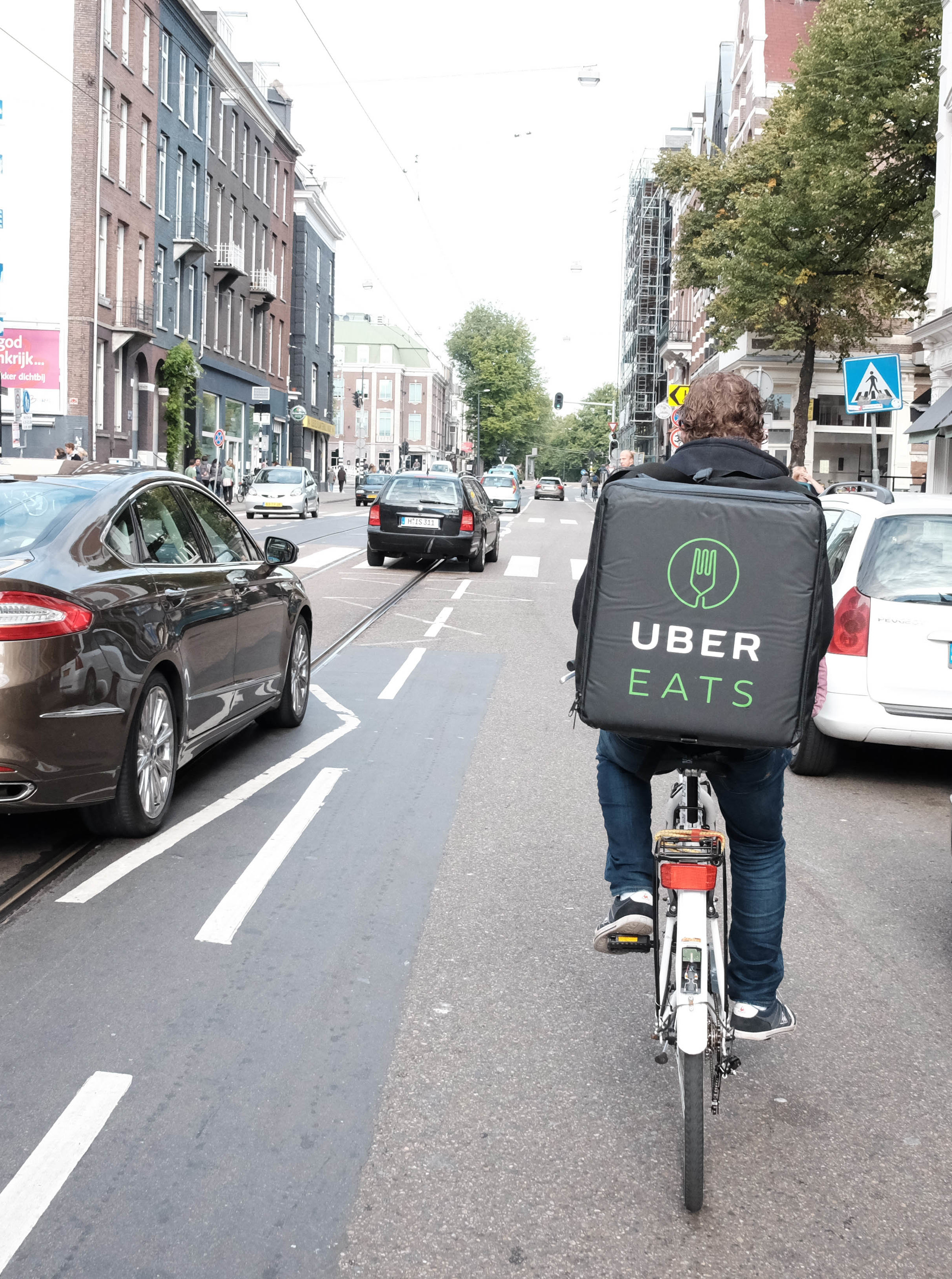
在荷兰首都阿姆斯特丹的Uber Eats外送員。

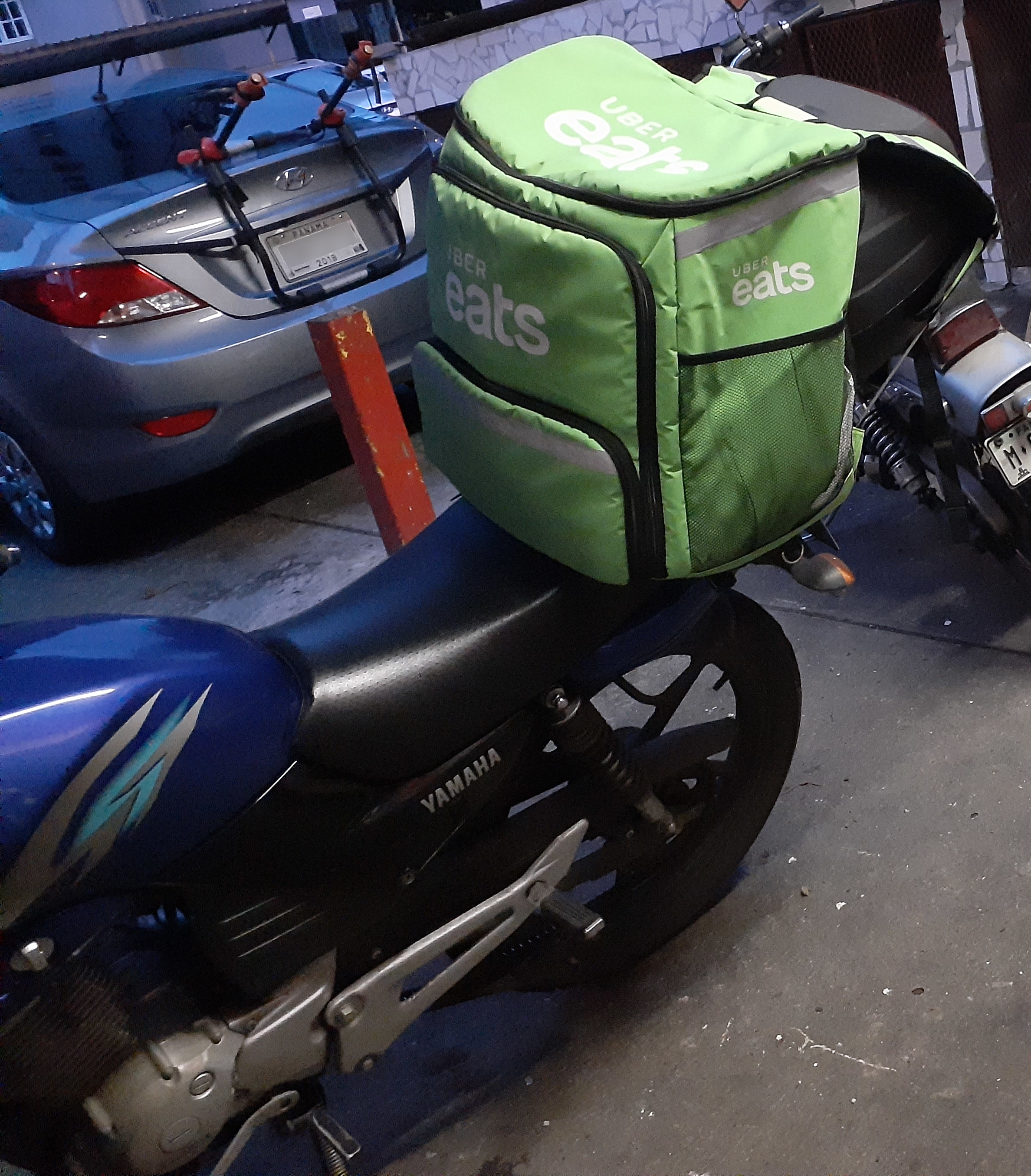
在巴拿馬首都巴拿馬城的Uber Eats送餐員。

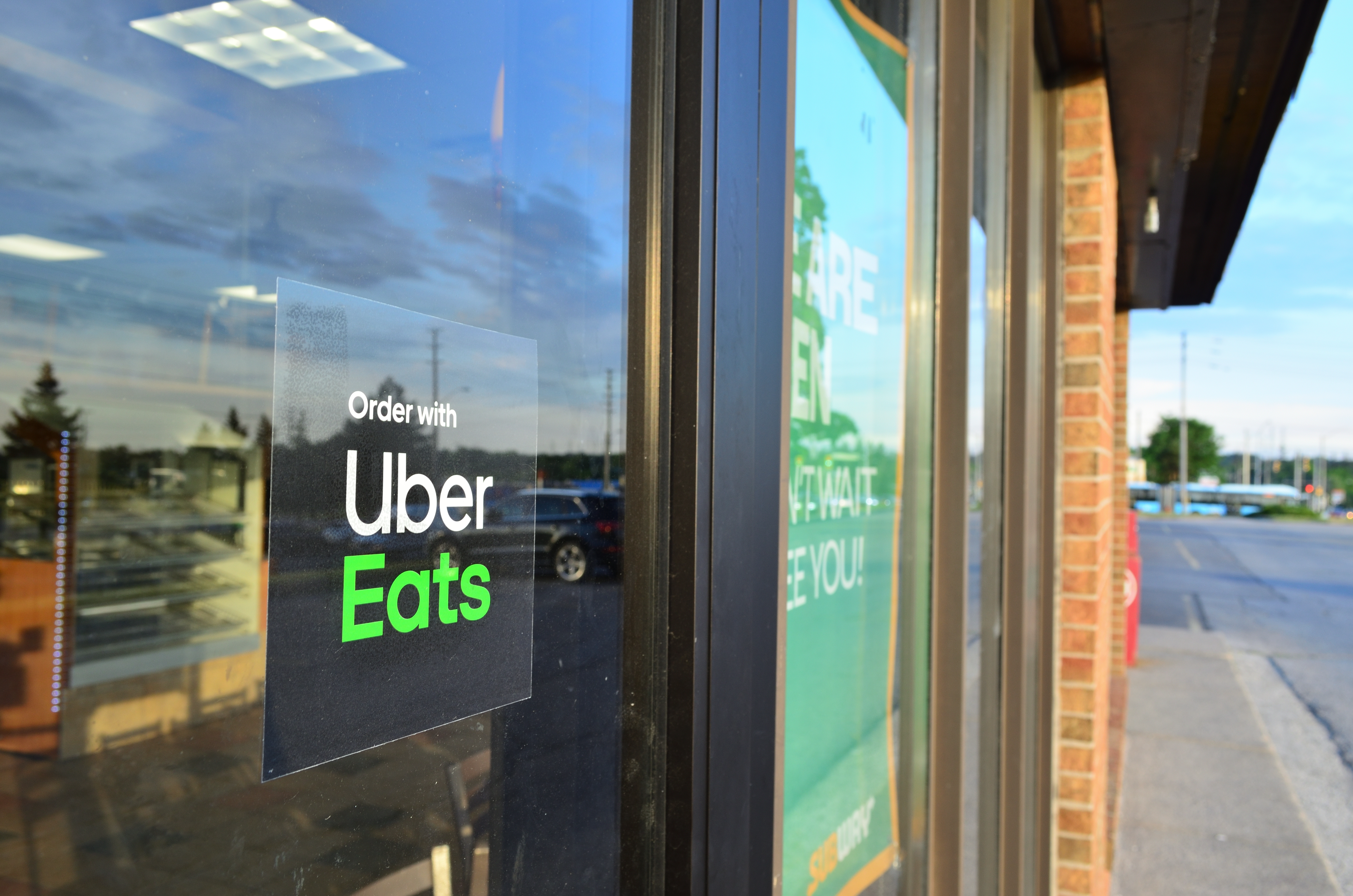
Uber Eats在美國SUBWAY速食餐廳的標誌。

優食（Uber Eats）是Uber推出的一項餐飲外送服務，Uber第一个的延伸产品，利用網路在幾十分鐘内提供餐飲外送服務。
Uber Eats与世界各地城市的当地餐廳合作，并讓使用者可以使用手机应用程序在線上订餐。

## 概述
Uber Technologies Inc于2014年8月首次进军食品交易市场，在美國加州圣莫尼卡推出UberFRESH。
2019年9月，Uber Eats表示將離開韓國市場，路透社將此歸因於韓國食品配送公司的競爭程度。
公司指由於香港美食外送市場競爭激烈，在2021年12月31日退出香港市場，終結在當地長達5年的市占率拚搏。

## 營運區域
- 德国
- 阿根廷
- 比利时
- 巴西
- 加拿大
- 智利
- 哥伦比亚
- 薩爾瓦多
- 法國
- 爱尔兰
- 義大利
- 日本
- 墨西哥
- 荷蘭
- 新西兰
- 巴拿马
- 波蘭
- 葡萄牙
- 留尼汪
- 南非
- 西班牙
- 斯里蘭卡
- 瑞典
- 瑞士
- 中華民國
- 英国
- 美国
- 委內瑞拉
- 玻利维亚

### 過去營運區域
- （2019年9月退出營運）
- 香港（2021年12月31日退出營運）
- 義大利（2023年6月15日退出營運）
- 以色列（2023年6月15日退出營運）

## 廣告代言人

### 香港
- 鄭欣宜
- 許廷鏗

### 日本
- 新井愛瞳（日语：新井愛瞳）
- 錦織圭
- 野性爆弾くっきー！（日语：くっきー!）
- 黑柳徹子
- 小松菜奈
- 阿部寬
- 山田孝之

### 台灣
- 蕭敬騰
- 盧廣仲
- 蔡依林
- 林美秀
- 林志玲
- 伍佰
- 戴資穎
- 陳漢典
- 比莉
- ØZI
- 小S
- 瘦子E.SO
- 田馥甄
- 炎亞綸
- 唐綺陽
- 阿滴（Youtuber）
- 吳慷仁
- 林書豪
- 沈春華
- 徐佳瑩

## 相關事件

### 放棄併購台灣Foodpanda
2024年5月，Uber Eats母公司Uber與外送服務平台foodpanda母公司Delivery Hero達成協議，由前者以9.5億美元收購foodpanda在台灣的業務，雙方預計於2025年上半年通過中華民國公平交易委員會審核並完成交易。12月25日，中華民國公平交易委員會會議做出決議，由於競爭疑慮大，將禁止結合。
2025年3月11日，Foodpanda母公司Delivery Hero證實相關交易已正式終止，Uber Eats將需要支付2.5億美元作為交易終止費。

## 外部連結
- 官方网站
- 官方網站（台灣）（页面存档备份，存于）
- Facebook（台灣）（页面存档备份，存于）
- Uber Eats - YouTube（页面存档备份，存于）